# Велика Голија
Велика Голија (или само Голија) је планина у југозападном делу Босне, између Ливањског и Гламочког поља. Пружа се у правцу северозапад-југоисток. На северозападу наставља се преко Бабин дола у Борову планину, а према истоку у Грбицу. Висина планине опада од северозапада према југоистоку. Највиши врхови Голије су: Велика Голија (1.892 m) који се налази на њеном крајњем северозападном делу и Велика Причија (1.891 m). Горњи делови су јој потпуно голи. Шуме има само у нижим деловима и у подножју.